# Guerras franco-indígenas
Las Guerras franco-indígenas son el conjunto de conflictos en América del Norte paralelos a diversas guerras dinásticas europeas. En Quebec son conocidas normalmente como Guerras Inter coloniales. Mientras que sólo algunas de las guerras afectaron a España y los Países Bajos. En el caso del Reino Unido, sus colonias, los nativos americanos, Francia y sus colonias participaron en los cuatro conflictos. Estas guerras forman parte de la Segunda Guerra de los Cien Años entre Francia e Inglaterra (1688–1815). Las colonias francesas y británicas en América crecían continuamente, lo que provocaba problemas por el control de los distintos territorios. Cuando los países europeos entraban en guerra, sus colonias también participaban, aunque las fechas no siempre coinciden exactamente.

## Resumen
Las distintas guerras americanas, con sus correspondientes europeas fueron:
| Años de guerra | Guerra americana                                            | Guerra europea                                             | Tratado de paz              |
| -------------- | ----------------------------------------------------------- | ---------------------------------------------------------- | --------------------------- |
| 1689 – 1697    | Guerra del Rey William 1.ª Guerra intercolonial (en Quebec) | Guerra de la Gran Alianza Guerra de la Liga de Augsburgo   | Tratado de Rijswijk         |
| 1702 – 1713    | Guerra de la Reina Ana 2.ª Guerra intercolonial             | Guerra de Sucesión Española                                | Tratado de Utrecht          |
| 1744 – 1748    | Guerra del Rey George 3.ª Guerra intercolonial              | Guerra de la oreja de Jenkins Guerra de Sucesión Austriaca | Tratado de Aquisgrán (1748) |
| 1754 – 1763    | Guerra franco-india 4.ª Guerra intercolonial                | Guerra de los Siete Años                                   | Tratado de París            |

Conforme las guerras se sucedían, la ventaja militar fue decantándose por el lado inglés. Esto se debió en gran parte a que la población inglesa en América era muy superior a la francesa y por tanto tenía mayor capacidad productiva. Los franceses consiguieron imponerse en los tres primeros conflictos, pero en el cuarto fueron derrotados y expulsados de Norteamérica.
Irónicamente, las victorias inglesas en América del Norte les llevaron a perder sus colonias. Una vez librados de la amenaza francesa, las colonias americanas no vieron la necesidad de permanecer bajo el yugo inglés, lo que contribuyó a la Guerra de Independencia de Estados Unidos.
Las tres primeras guerras siguieron el mismo esquema: todas empezaron en Europa y se extendieron por América. Una vez que la guerra llegaba a América, eran los colonos los que participaban. El último conflicto rompió este esquema ya que comenzó en Norteamérica. Numerosos regulares ingleses se trasladaron a América y consiguieron tomar Nueva Francia. La victoria inglesa supuso la pérdida del imperio colonial francés, reducido a la Guyana Francesa, San Pedro y Miguelón.

## Fuerzas militares europeas

### Británicas
Las fuerzas militares británicas estaban formadas por los regimientos regulares y las compañías independientes del Ejército Británico; los regimientos provinciales levantados por las diversas colonias de América Británica, y la milicia colonial.

#### Ejército británico
El Ejército Británico tenía dos tipos de unidades en Norteamérica: regimientos regulares que servían en las colonias por un período más o menos largo, normalmente enviados allí sólo después de que la guerra hubiera comenzado, y compañías independientes, basadas permanentemente en las colonias como guarnición de fuertes y fortalezas. El ejército británico se reclutaba en gran medida entre los pobres y las clases criminales; sin embargo, las compañías independientes tenían un estatus inferior. Sus filas solían estar formadas por personas que habían abandonado el servicio regular, principalmente antiguos soldados, pero también desertores. Los oficiales solían ser suboficiales ascendidos. Las compañías independientes se arraigaron en la sociedad local, transformando a menudo el servicio militar en un complemento de una ocupación civil, y permaneciendo en las colonias tras la expiración del período de alistamiento.

#### Tropas provinciales
Cuando comenzó la guerra, las diversas colonias organizaron sus propias fuerzas militares, las tropas provinciales, mediante alistamientos temporales. Los soldados procedían de los estratos más bajos de la sociedad, lo que no reforzaba su fiabilidad ni su eficacia. La Bahía de Massachusetts, la Nueva York y la Connecticut solían movilizar grandes contingentes, mientras que las colonias del sur contribuían a la causa imperial siempre a regañadientes. El ejército británico no tenía muy buena opinión de la capacidad de combate de las tropas provinciales, con la excepción de las unidades de ranger. Durante las operaciones conjuntas, las tropas provinciales estaban sujetas a los muy estrictos Artículos de Guerra británicos. Los oficiales de las tropas provinciales tenían un rango relativo inferior al de los oficiales del ejército regular; un oficial de campo provincial tenía el mismo rango que un capitán británico superior, aunque estos oficiales eran miembros de la élite colonial, a menudo miembros de la legislatura colonial. Las disputas sobre el rango y los precedentes entre los oficiales regulares y provinciales eran comunes. Los oficiales provinciales subalternos eran a menudo milicianos populares, que podían reclutar fácilmente una compañía de hombres.

#### Milicia colonial
Cada colonia tenía su propia milicia, que en principio contenía a todos los hombres sanos de 16 a 60 años de edad. En realidad, sin embargo, la pertenencia a la milicia estaba restringida a los miembros más sustanciales de la sociedad, ya que cada miliciano debía proveerse de un mosquete, mochila, pólvora, balas, pedernales y espada. Cada comunidad local organizaba su propia milicia. Los oficiales eran nombrados por el gobernador o elegidos por los hombres. La principal tarea de la milicia local era la defensa local, rara vez servía en el campo de batalla pero actuaba como una guardia doméstica más o menos eficiente.

### Francia
Las Compagnies Franches de la Marine, las marinas coloniales, contenían el núcleo de las fuerzas militares de Nueva Francia. Sólo durante la Guerra de Francia y de las Indias se transfirieron a Canadá unidades del Ejército Real Francés. La milicia colonial era más importante que su homóloga en la América británica.

#### Marines
Las colonias francesas eran administradas a través de la secretaría de estado de la marina, y las tropas navales guarnecían Nueva Francia. Los marinos franceses estaban organizados en compañías independientes llamadas Compagnies franches. Durante la Guerra Francesa e India, también se destinaron a América del Norte compañías de artilleros-bombarderos navales. Los demás rangos de la marina se alistaban en Francia, pero el cuerpo de oficiales se hizo cada vez más canadiense mediante el reclutamiento de los hijos de los oficiales. Todos los ascensos se hacían por méritos; la compra de comisiones estaba prohibida. Los rangers británicos fueron un intento de reproducir las tácticas de los marines coloniales franceses. El regimiento suizo de Karrer también operaba bajo la Marina Real Francesa. Su depósito estaba en Rochefort, pero sus compañías sirvieron en Norteamérica y el Caribe.

#### Ejército francés
En 1754 seis batallones de los regimientos Artois, Béarn, Bourgogne, Guyenne, Languedoc, y La Reine fueron transferidos a Nueva Francia. En 1757 llegaron dos batallones adicionales del Royal Roussilon y del La Sarre, seguidos al año siguiente por dos batallones del de Berry. También se envió una compañía de artillería al Atlántico.

#### Milicia colonial canadiense
La milicia colonial canadiense gozaba de una moral y una capacidad de combate sustancialmente superiores a las tropas provinciales británicas y a la milicia de las colonias británicas. Sin embargo, esto sólo era cierto cuando se empleaban como guardianes del hogar o como guerreros de las tierras vírgenes. Además del papel de combate, la milicia canadiense también cumplía importantes tareas detrás de las líneas, como el transporte y la construcción de carreteras.

## Guerra

### Objetivos operativos

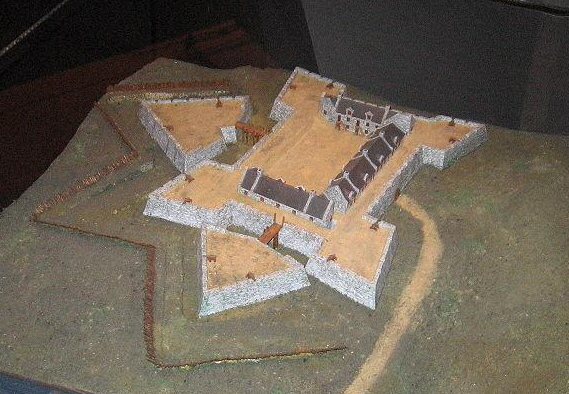
Fort Carillon controlaba el portage entre el Lago George y el Lago Champlain.

Los beligerantes se esforzaron en general por controlar las principales rutas de transporte y comercio, no sólo las rutas marítimas que conectaban las colonias con la madre patria, o las rutas terrestres que existían entre las diferentes colonias, sino también las principales rutas de comercio de pieles que conducían al interior de Norteamérica. Éstas se encontraban normalmente a lo largo de lagos y ríos y se extendían desde el Atlántico hasta el Misisipi. Muchas naciones nativas americanas vivían junto a estas rutas y se vieron involucradas en las guerras entre las grandes potencias de Europa. Los beligerantes construyeron posiciones fortificadas en los principales centros de transporte y solicitaron la ayuda de la población nativa local para defenderlas y atacar las posiciones enemigas.

### Tácticas europeas

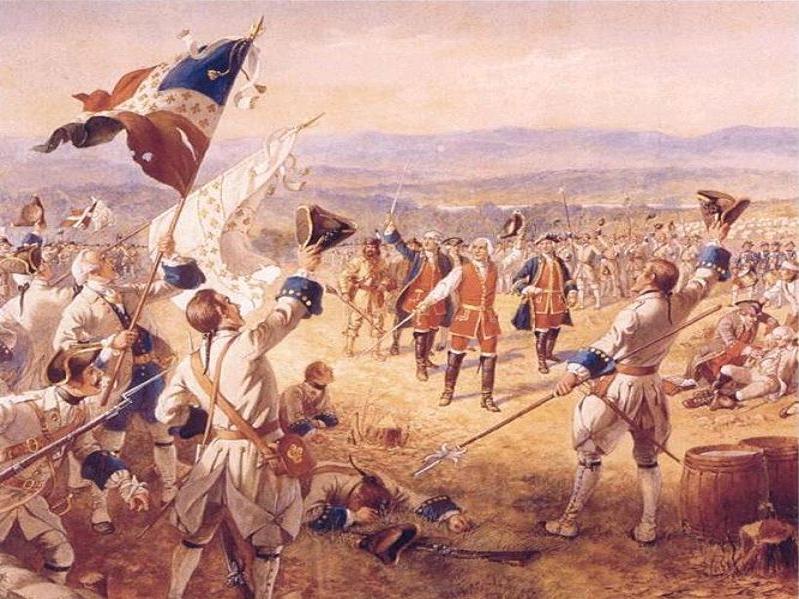
En la batalla de Carillon los franceses obtuvieron una rara victoria en una batalla librada según las doctrinas tácticas europeas-

Una opinión común es que los métodos de combate y las tácticas militares europeas no estaban adaptadas a los bosques americanos y al arte de la guerra de los nativos americanos. Por ello, se conjetura que los colonos ingleses diseñaron nuevas técnicas de combate, inspiradas en los métodos de combate indígenas. Se supone que estas técnicas, que incluían la cobertura y las emboscadas acentuadas, fueron la razón por la que los colonos finalmente derrotaron al ejército francés, y luego al británico, durante la Guerra de la Independencia de Estados Unidos. En realidad, sin embargo, las guerras franco-indígenas fueron finalmente ganadas por Gran Bretaña mediante la aplicación de tácticas europeas tradicionales. La Fortaleza de Luisburgo se rindió dos veces después de asedios realizados según las reglas de la guerra europea, y la Batalla de las Llanuras de Abraham 1759 fue una batalla europea librada en formaciones cerradas en campo abierto.

### Guerra de guerrillas
Aunque finalmente fue inútil, los franceses lucharon según la doctrina táctica que los contemporáneos llamaron la Petite guerre, o actual guerrilla. La inferioridad numérica de las fuerzas francesas en América del Norte hacía imposible librar una guerra según las tácticas europeas estándar. Por ello, los franceses recurrieron en gran medida a los aliados indígenas (véase más adelante). La escasa población francesa; la dependencia de Nueva Francia del comercio de pieles, mutuamente rentable para franceses y nativos americanos; y la amenaza común de las colonias británicas, hicieron que los pueblos indígenas se convirtieran en aliados voluntarios. La Batalla del Monongahela fue el mayor logro de las tácticas de guerra menor. Pero al final de la Guerra Francesa e India la superioridad numérica británica se hizo abrumadora, a pesar de que se movilizó a casi toda la población masculina de Canadá, y las tácticas europeas estándar ganaron la partida y la guerra.

## Aliados indígenas

### Aliados británicos
La Liga Iroquesa desempeñó un importante papel estratégico en la lucha entre Gran Bretaña y Francia por el noreste de América debido a su ubicación al este y al sur del Lago Ontario. La agresiva política militar y comercial de la Liga dio a las cinco naciones iroquesas el control de grandes partes del país, obligando a muchas naciones indígenas más pequeñas a someterse. Los iroqueses utilizaron la Cadena de Pactos para unirse a la colonia de Nueva York y a otras colonias británicas en un pacto que, en general, benefició a las partes y, en última instancia, fue desastroso para Francia.

### Aliados franceses
Francia reconocía la independencia de las tribus indígenas al tiempo que reclamaba la soberanía sobre su territorio, así como el derecho a defender la causa de sus aliados indígenas frente a otras potencias europeas. Los aliados franceses aceptaron este protectorado ya que permitía el autogobierno y un estilo de vida tradicional. Los Mi'kmaq y los Abenaki aceptaron la Catolicismo ya que confirmaba su hermandad con los franceses en la lucha contra los británicos. Junto a los mi'kmaq y los abenaki, los principales aliados de Francia eran los indiens domiciliés (indios residentes) que vivían en las misiones católicas de Nueva Francia. Muchos de ellos eran mohawk de su anterior territorio en el centro de Nueva York, pero también había miembros de otras tribus de Nueva Inglaterra. Razones religiosas y la necesidad de refugiarse del ataque inglés motivaron su desplazamiento a territorio francés. Al final de las guerras franco-indígenas, todos los pueblos indígenas residentes se unieron en la confederación de las Siete Naciones de Canadá.

### Guerra indígena-blanca
Durante los enfrentamientos entre las potencias coloniales europeas y los pueblos indígenas americanos surgió un patrón bélico que caracterizó las cuatro grandes guerras entre franceses e indígenas. La compleja red de relaciones fue fundamental entre algunas tribus indígenas y algunas colonias, convirtiéndose las tribus indígenas en aliadas de las potencias coloniales. Estas alianzas eran el resultado de los vínculos económicos que se habían formado por el comercio de pieles y por la necesidad de las tribus indígenas de contar con aliados contra sus rivales indígenas. La guerra incluyó el abuso generalizado y creciente de los civiles de todos los bandos, en el que se atacaron asentamientos, tanto coloniales como indígenas, se asesinó o secuestró a los residentes y se quemaron casas y cultivos.